# 舞台春秋
《舞台春秋》（英語：Limelight）是1952年上映的喜劇片。《舞台春秋》由查理·卓別林自編、自導，並和克萊爾·布魯姆合演，以及有巴斯特·基頓的演出。在表演芭蕾舞的片段，克萊爾·布魯姆是以Melissa Hayden為替身。《舞台春秋》其電影配樂是卓別林所作以及由Ray Rasch編曲。

## 電影情節
故事發生在1914年的倫敦，於第一次世界大戰前夕。(1914年是卓別林第一次拍電影的年份) 。Calvero (由卓別林飾演)曾經是一位著名的小丑，但現在卻是一個醉鬼。他救了一名企圖自殺的年輕舞蹈員Thereza (別名是Terry，由克萊爾·布鲁姆飾演)。
Calvero 令她的身體狀況轉好，並不斷地鼓勵她，可是他自己本身的恢復卻不甚成功。Terry終於都因此而能再次行走，她向Calvero表達了情意，更說她想嫁給他，而且並不介意他們之間的年齡差距，即使Calvero認為她曾經幫助過的作曲家Neville更加適合作她的伴侶。
因為這樣，Calvero離開了Thereza，成為了一名街頭表演者。而Thereza則擁有了屬於她的演出，後來終於都能和Calvero重會，並說服他重返舞台。
終於，他再次贏得觀眾由衷的掌聲，更在觀眾的要求下安可，並和他的老拍擋Keaton一起同台演出。Calvero的演出質素成功地回復過來，但他卻在演出的高峰時心脏病發作，觀眾在不知情的情況下仍想Calvero再次演出。因此，Calvero親自和他們說：「這是一個美妙的晚上，我很想繼續，但我被套住了。」在掌聲過後，Calvero見了Thereza一面，不久便與世長辭。